# Anti-La
Anti-La, Anti-SSB ou Anti-SS-B é um autoanticorpo que pode ser encontrado em pessoas portadoras de algumas doenças como síndrome de Sjögren, lúpus eritematoso sistêmico, artrite reumatoide, dentre outras.